# 대추귀고둥과

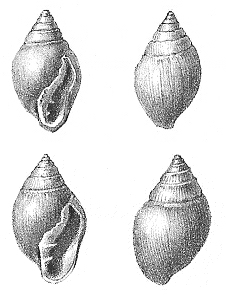
Ellobium pyramidale.

대추귀고둥과(Ellobiidae)는 진유폐류에 속하는 작은 공기 호흡하는 육상 유폐류 복족류 연체동물 과이다. 2005년 부쉐와 로크루아의 복족류 분류에 의하면, 대추귀고둥상과의 유일한 과이다.
주로 바닷물이 드나드는 늪지 그리고 바다와 유사한 서식지에서 사는 달팽이로 염분에 견디는 성질인 내염성을 지니고 있다.

## 형태
이 과에서 하플로이드 염색체 수는 16개에서 20개 사이(이 표의 값에 의하면)이다.

## 하위 분류
- 대추귀고둥과(Ellobiidae) Pfeiffer, 1854 (1822)
  - Ellobiinae Pfeiffer, 1854 (1822)
    - Ellobium Röding, 1798
    - Leucophytia Winckworth, 1949

  - Carychiinae Jeffreys, 1830
    - Carychium O. F. Müller, 1774

  - Melampinae Stimpson, 1851 (1850)
    - Melampus Montfort, 1810

  - Pedipedinae P. Fischer & Crosse, 1880
    - Pedipes Férussac, 1821

  - Pythiinae Odhner, 1925 (1880)
    - Cassidula
    - Pythia Röding, 1798 - 아과 Pythiinae의 모식속. Phytia은 가칭이다.
    - Myosotella Monterosato, 1906
    - Laemodonta Philippi, 1846

  - † Zaptychiinae Wenz, 1938
    - † Zaptychius Walcott, 1883 - 아과 Zaptychiinae의 모식속

  - 아과 분류가 불확실한 속
    - Auriculinella Tausch, 1886
    - Blauneria Shuttleworth, 1854
    - Creedonia Martins, 1996
    - Detracia Gray in Turton, 1840
    - Leuconopsis Hutton, 1884
    - Microtralia Dall, 1894
    - Ovatella Bivona, 1832
    - Tralia Gray, 1840